# Мирко Стојковић
Мирко Стојковић (Београд, 1971) српски је драматург, сценариста и универзитетски професор.

## Биографија
Студирао је Правни факултет. Дипломирао је драматургију на ФДУ 1997, где је потом магистрирао и докторирао. У звању асистента предаје на матичном факултету од 1999. године а тренутно је у статусу редовног професора и обавља дужност шефа катедре драматургије.
Десет година се бавио оглашавањем, првенствено кроз копирајтинг и реализовао је креативна решења и/или креативне стратегије за клијенте у Србији, Црној Гори, Републици Српској, Северној Македонији и Мађарској.
Неколико година се бавио филмском критиком.
Реализовао је преко 100 сценарија за ТВ спотове, наменске филмова, политичке митинге, конвенције и свечане академије. Осим ових и бројних других клијената у привреди, као копирајтер учествовао у креирању десетина политичких кампања у Србији, Црној Гори (кампање Мила Ђукановића), Републици Српској и Северној Македонији.
Редовни је учесник међународних конференција, члан IETM и Screenwriting Research Network.
Он је оснивач Лабораторије интерактивних уметности на ФДУ.
Добио је Награду „Слободан Селенић” (1997) и Награду „Драгиша Кашиковић” (1998).

## Дела
- Она је то урррадила, радио драма[6]
- М-70 слободан пад у 60 слика, позоришни комад, 1998.[7]
- Пећина, комад[8]
- Vampire Legends: The True Story of Kisilova, сценариста видео игре[9]
- Улога уметности у дигитализацији, стручни рад[10]
- Умирање у видео играма, стручни рад[11]
- Регулаторни оквир и пословни модели онлајн медија приручник, стручни рад, коаутор[10]